# 栗葦鳽
栗苇鳽（学名：Ixobrychus cinnamomeus）为鹭科葦鷺屬的鸟类，又名粟小鹭、栗葦鷺，俗名独春鸟、葭鳽、小水骆驼。是一種小型的舊世界葦鳽，分佈在從印度到中國和印尼的熱帶和亞熱帶亞洲地區繁殖。主要為留鳥，但有些北部的鳥會進行短距離的遷徙。

## 分類
栗小鷺在1789年由德國博物學家約翰·弗里德里希·格梅林在他修訂和擴充的卡爾·林奈的Systema Naturae中正式描述。他將其與鷺、鶴、白鷺和葦鳽一起歸入蒼鷺屬（Ardea），並創造了雙名法名稱Ardea cinnamomea。格梅林的描述基於英國鳥類學家約翰·萊瑟姆在他的多卷A General Synopsis of Birds中所包括的“中國鷺”。萊瑟姆的描述基於大英博物館中的部分標本。栗小鷺現在與另外九個物種一起被歸入瑞典博物學家古斯塔夫·約翰·比爾貝格於1828年引入的葦鷺屬（Ixobrychus）。屬名結合了古希臘語ixias，一種類似蘆葦的植物和brukhomai，吼叫。種小名cinnamomeus是拉丁語，意為“肉桂色的”。該物種是單型種：沒有亞種被確認。

## 描述

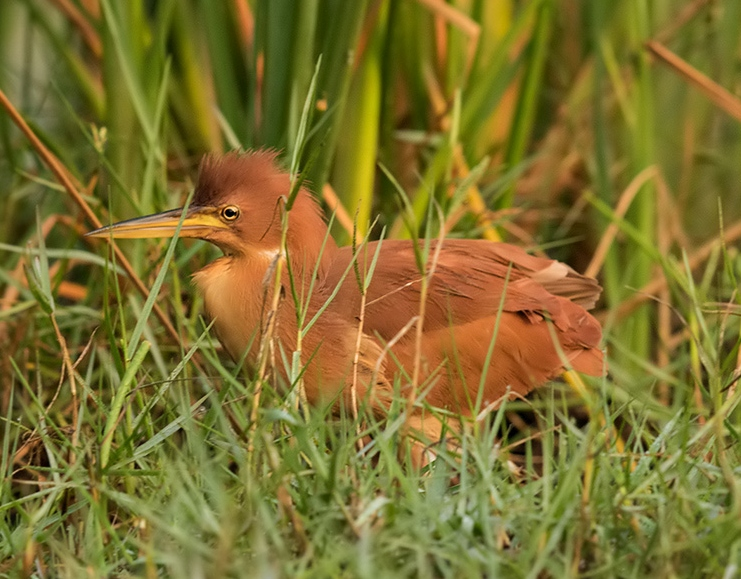
攝於 曼加拉約迪，奧里薩邦

它是一種小型物種，長度為38 cm（15英寸），儘管它已是較大的葦鷺屬（Ixobrychus）葦鳽之一。具有短頸和較長的喙，雄性上體均為肉桂色，下體為淡黃色。雌性相似，但其背部和頭頂為棕色，幼鳥像雌性，但下體有大量棕色條紋。當在巢上受到驚嚇或擔心時，牠會採取特有的葦鳽姿態，稱為on-guard。頸部垂直伸展，喙指向天空，鳥兒僵住，變得很難在周圍的蘆葦中看到。

## 分佈和棲地

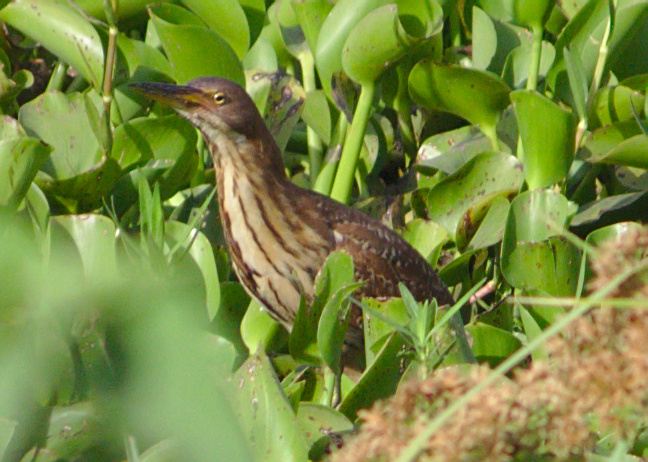
Cinnamon Bittern, Van Vihar National Park，博帕爾，2017年5月

該物種在整個亞洲具有極大的分佈範圍；從印度到印尼有繁殖種群。在密克羅尼西亞、塞舌爾和阿富汗等地有迷鳥出現。全球種群估計不確定，範圍從130,000到2,000,000個個體。
分布于印度、中國東南、菲律賓、苏拉威西岛、台湾、巽他群島等，在中国大陆，分布於广东、贵州、海南、辽宁、河北、河南、安徽、陕西、四川、云南、长江中下游以南等地。主要栖息于低海拔的芦苇丛、沼泽草地及滩涂。该物种的模式产地在中国。

## 行為和生態
栗小鷺在蘆葦灘中繁殖，在灌木中的蘆葦平台上築巢。每次產卵四到六顆。由於牠們隱蔽的生活方式和蘆葦灘棲地，這種鳥類通常很難看到，但傾向於在黃昏時出現，這時可以看到牠們幾乎像貓一樣悄悄地尋找青蛙。栗小鷺以昆蟲、魚類和兩棲動物為食。